# Alberto Cardone
Alberto Cardone (* 16. September 1920 in Genua; † 20. Oktober 1977 in Rom) war ein italienischer Regisseur, Regieassistent, Drehbuchautor, Filmeditor und Produktionsmanager.

## Leben
Cardone begann seine Karriere nach dem Umzug aus seiner Heimatstadt nach Rom 1942 bei Christian-Jaques Prosper-Mérimée-Verfilmung Carmen als Regieassistent. Auch die weiteren Jahre, bis 1966, arbeitete er in dieser Position, oftmals auch bei internationalen in Italien gedrehten Filmen wie 1959 bei William Wylers Ben Hur. Bei anderen Filmen hatte er auch verschiedene andere Funktionen inne. Seine erste eigenständige Regiearbeit war der Italo-Western Django – Die Geier stehen Schlange. Seinen kommerziell erfolgreichsten Film drehte Cardone wenig später mit dem religiös beeinflussten Rachewestern Sartana. Im selben Jahr inszenierte er die Agentenparodie Gern hab ich die Frauen gekillt. Bis 1969 entstanden unter seiner Leitung noch vier weitere Italo-Western. Bis zu seinem Tod im Alter von 57 Jahren im Oktober 1977 arbeitete er hauptsächlich als Drehbuchautor. Cardone trug bei den meisten seiner Filme das Pseudonym Albert Cardiff.

## Filmografie

### Regie
- 1965: Der Fluch des schwarzen Rubin (Agente S3S: operazione Uranio)
- 1966: Django – Die Geier stehen Schlange (Sette dollari sul rosso)
- 1966: Sartana (Mille dollari sul nero)
- 1966: Gern hab ich die Frauen gekillt (Spie contro il mondo) (eine Episode)
- 1967: Blutiger Staub (20.000 dollari sul 7)
- 1968: Der Einsame (L'ira di Dio)
- 1968: Das Gesetz der Erbarmungslosen (Il lungo giorno del massacro)
- 1969: 20.000 dollari sporchi di sangue

### Regieassistent
- 1945: Carmen – Regie: Christian-Jaque
- 1949: Graf Cagliostro (Black Magic) – Regie: Gregory Ratoff, Orson Welles
- 1952: Don Camillo und Peppone (Le petit monde de Don Camillo)
- 1953: Don Camillos Rückkehr (Le retour de Don Camillo)
- 1955: Der Traum meines Lebens (Summertime) – Regie: David Lean
- 1955: Die große Schlacht des Don Camillo (Don Camillo e l'onorevole Peppone)
- 1959: Ben Hur (Ben-Hur)
- 1961: Der Hai der Sieben Meere (Morgan il pirata) – Regie: André De Toth, Primo Zeglio
- 1961: Aladins Abenteuer (Le meraviglie di Aladino)
- 1962: Der Held von Attika (Il tiranno di Siracusa) – Regie: Curtis Bernhardt
- 1963: D'Artagnan und die drei Musketiere (D'Artagnan contro i tre moschettieri) – Regie: Fulvio Tului
- 1964: Die Goldsucher von Arkansas – Regie: Paul Martin
- 1965: Die schwarzen Adler von Santa Fe (Regie der Action-Szenen)
- 1966: Der Lord mit der MP (Le Saint prend l'affût) – Regie: Christian-Jaque
- 1968: Barbarella (Barbarella)
- 1970: El Condor (El Condor)

### Drehbuch
- 1971: Rocker sterben nicht so leicht (La lunga spiaggia fredda) – Regie: Ernesto Gastaldi
- 1972: Sing mir das Lied der Rache (Mi chiamavano 'Requiescat'… ma avevano sbagliato)